# Коуэн, Эбигейл
Э́бигейл Ко́уэн (англ. Abigail Cowen, род. 18 марта 1998, Гейнсвилл, Флорида, США) — американская актриса и модель. Наиболее известна благодаря роли Блум Питерс в сериале «Судьба: Сага Винкс» (2021—2022), а также участию в сериале «Леденящие душу приключения Сабрины» (2018—2020) и фильмах «Верю в любовь» (2020), «Охота на ведьм» (2021) и «Любовь искупительная» (2022).

## Ранние годы
Эбигейл Коуэн родилась в Гейнсвилле, Флорида. Она выросла на ферме вместе со своим старшим братом Доусоном. В детстве брала уроки актёрского мастерства. Посещала среднюю школу Овьедо, где была членом команды по лёгкой атлетике.
Коуэн изучала связи с общественностью во Флоридском университете, затем переехала с семьей в Лос-Анджелес, в 2016 году, чтобы продолжить актёрскую карьеру.

## Карьера
Эбигейл начала карьеру актрисы в возрасте 17 лет, сыграв Бруклин в сериале «Красные браслеты» (2014—2015) производства телеканала Fox. В 2017 году она сыграла Вики Чармикл во втором сезоне популярного шоу Netflix «Очень странные дела». С 2017 по 2018 год она играла Мию Таннер в драматическом телесериале «Коллективный разум» от телеканала CBS. В 2018 году она изобразила Элизу Хантер в сериале канала Freeform «Фостеры», а затем Рикошет в мини-сериале YouTube The Power Couple (2019). В 2020 году дебютировала в кино в роли Эдриэнн в фильме «Верю в любовь».
С 2018 по 2020 год Коуэн играла роль Доркас Найт в хоррор-сериале Netflix «Леденящие душу приключения Сабрины». В 2021 году она исполнила роль Блум в сериале «Судьба: Сага Винкс» от Netflix, который является адаптацией мультсериала «Клуб Винкс». Актриса описала свою героиню как «упрямого, решительного интроверта, обнаруживающего, что у нее есть дар управления огнём».
В 2021 году снялась в роли Фионы в фильме «Охота на ведьм». Чуть позже, стало известно, что она исполнит главную роль в фильме «Любовь искупительная», премьера которого состоялась в 2022 году.

## Личная жизнь
В 2021 году Эбигейл Коуэн начала встречаться с актёром Дэнни Гриффином, с которым познакомилась на съёмках сериала «Судьба: Сага Винкс», где они исполнили роли Блум и Ская — влюблённой пары студентов магической школы.

## Фильмография
| Год       |   | Русское название                   | Оригинальное название          | Роль           |
| --------- | - | ---------------------------------- | ------------------------------ | -------------- |
| 2014      | с | Красные браслеты                   | Red Band Society               | Бруклин        |
| 2017      | с | Очень странные дела                | Stranger Things                | Вики Кармайкл  |
| 2017—2018 | с | Коллективный разум                 | Wisdom of the Crowd            | Алекс          |
| 2018      | с | Фостеры                            | The Fosters                    | Элиза Хантер   |
| 2018—2020 | с | Леденящие душу приключения Сабрины | Chilling Adventures of Sabrina | Доркас Найт    |
| 2019      | с | —                                  | The Power Couple               | Рикошет        |
| 2020      | ф | Верю в любовь                      | I Still Believe                | Эдриэнн Лишинг |
| 2021—2022 | с | Судьба: Сага Винкс                 | Fate: The Winx Saga            | Блум Питерс    |
| 2021      | ф | Охота на ведьм                     | Witch Hunt                     | Фиона          |
| 2022      | ф | Любовь искупительная               | Redeeming Love                 | Энджел         |
| 2025      | ф | Ритуал                             | The Ritual                     | Эмма Шмидт     |